# Španjolska vaterpolska prvenstva
Španjolska vaterpolska liga je najviše natjecanje za španjolske vaterpolske klubove. 
Održava se od 1965., a najviše uspjeha je imala Club Natació Barcelona.
Popis osvajača:
- 1965/66: Club Natació Barcelona
- 1966/67: Club Natació Barcelona
- 1967/68: Club Natació Barcelona
- 1968/69: Club Natació Barcelona
- 1969/70: Club Natació Atlètic Barceloneta
- 1970/71: Club Natació Barcelona
- 1971/72.: Club Natació Montjuïc
- 1972/73.: Club Natació Atlètic Barceloneta
- 1973/74.: Club Natació Atlètic Barceloneta
- 1974/75.: Club Natació Barcelona
- 1975/76.: Club Natació Montjuïc
- 1976/77.: Club Natació Montjuïc
- 1977/78.: Club Natació Montjuïc
- 1978/79.: Club Natació Montjuïc
- 1979/80.: Club Natació Barcelona
- 1980/81.: Club Natació Barcelona
- 1981/82.: Club Natació Barcelona
- 1982/83.: Club Natació Barcelona
- 1983/84.: Club Natació Montjuïc
- 1984/85.: Club Natació Montjuïc
- 1985/86.: Club Natació Montjuïc
- 1986/87.: Club Natació Barcelona
- 1987/88.: Club Natació Catalunya
- 1988/89.: Club Natació Catalunya
- 1989/90.: Club Natació Catalunya
- 1990/91.: Club Natació Barcelona
- 1991/92.: Club Natació Catalunya
- 1992/93.: Club Natació Catalunya
- 1993/94.: Club Natació Catalunya
- 1994/95.: Club Natació Barcelona
- 1995/96.: Club Natació Barcelona
- 1996/97.: Club Natació Barcelona
- 1997/98.: Club Natació Catalunya
- 1998/99.: Real Canoe NC
- 1999/00.: Real Canoe NC
- 2000/01.: Club Natació Atlètic Barceloneta
- 2001/02.: Club Natació Barcelona
- 2002/03.: Club Natació Atlètic Barceloneta
- 2003/04.: Club Natació Barcelona
- 2004/05.: Club Natació Barcelona
- 2005/06.: Club Natació Atlètic Barceloneta
- 2006/07.: Club Natació Atlètic Barceloneta
- 2007/08.: Club Natació Atlètic Barceloneta
- 2008/09.: Club Natació Atlètic Barceloneta
- 2009/10.: Club Natació Atlètic Barceloneta
- 2010/11.: Club Natació Atlètic Barceloneta
- 2011/12.: Club Natació Atlètic Barceloneta
- 2012/13.: Club Natació Atlètic Barceloneta
- 2013/14.: Club Natació Atlètic Barceloneta